# Kotwal
Kotwal fu un titolo dell'India medievale per i capi di un kot o forte. I kotwal spesso controllavano il forte di una grande città o un'area di piccole città in nome di un altro sovrano.
Era simile alla funzione di zaildar dell'India Britannica Dai tempi Mughal il titolo veniva dato ad un governatore locale di una grande città e dell'area circostante, sebbene il titolo fosse anche usato per i capi di piccoli villaggi.